# Wacław Filek
Wacław Filek (ur. 2 kwietnia 1959) – polski lekkoatleta, specjalizujący się w rzucie młotem, mistrz Polski.

## Kariera sportowa
Był zawodnikiem Hutnika Kraków.
Na mistrzostwach Polski seniorów na otwartym stadionie zdobył trzy medale w rzucie młotem: złoty w 1986 i srebrne w 1988 i 1989. 
Rekord życiowy w rzucie młotem: 74,64 (11.08.1985).